# Балинівка
Балинівка (до 2016 року — Петрівське) — село в Україні, у Смотрицькій селищній територіальній громаді Кам'янець-Подільського району Хмельницької області.

## Назва
Постановою Верховної ради України від 19.05.2016 року, якій зазначено, що село Петрівське перейменувати на село Балинівка. При перейменуванні села йому надано історичну назву.

## Географія
Село розташоване неподалік селища міського типу Смотрич на відстані близько 10 км, на перехресті територіальних автошляхів Т 2308 та Т 2321. Також через село проходить залізнична колія зі станцією Балин.

## Історія
Перша згадка про поселення середина XVIII століття.
28 червня 1919 був розстріляний Петро Болбочан український військовий діяч, полковник Армії УНР на станції Балин села Балинівка.
Внаслідок поразки визвольних змагань на початку XX століття, село надовго окуповане російсько-більшовицькими загарбниками.
Радянська окупація принесла колективізацію та розкуркулення, мешканці села зазнали репресій.
В 1932–1933 жителі села пережили Голодомор.
З 24 серпня 1991 року село входить до складу незалежної України.
Підчас декомунізації у 2016 році назва села була змінена на Балинівку.
29 серпня 2017 року шляхом об'єднання сільських рад, село увійшло до складу Смотрицької селищної громади, до цього органом місцевого самоврядування була Балинська сільська рада.
19 липня 2020 року, в результаті адміністративно-територіальної реформи та ліквідації Дунаєвецького району, село увійшло до складу Кам'янець-Подільського району.

## Населення
За переписом населення України 2001 року в селі мешкало 596 осіб.
Згідно оцінки 2015 року в селі мешкало 466 осіб, населення села скоротилось на 21,55 % порівняно зі 2001 роком.

### Мова
У селі поширені західноподільська говірка та південноподільська говірка, що відносяться до подільського говору, який належить до південно-західного наріччя.

## Відомі особи

Болбочан Петро Федорович

- Болбочан Петро Федорович (нар. 5 жовтня 1883 — пом. 28 червня 1919) — український військовий діяч, полковник Армії УНР. Був розстріляний 1919 року на станції Балин.

## Галерея

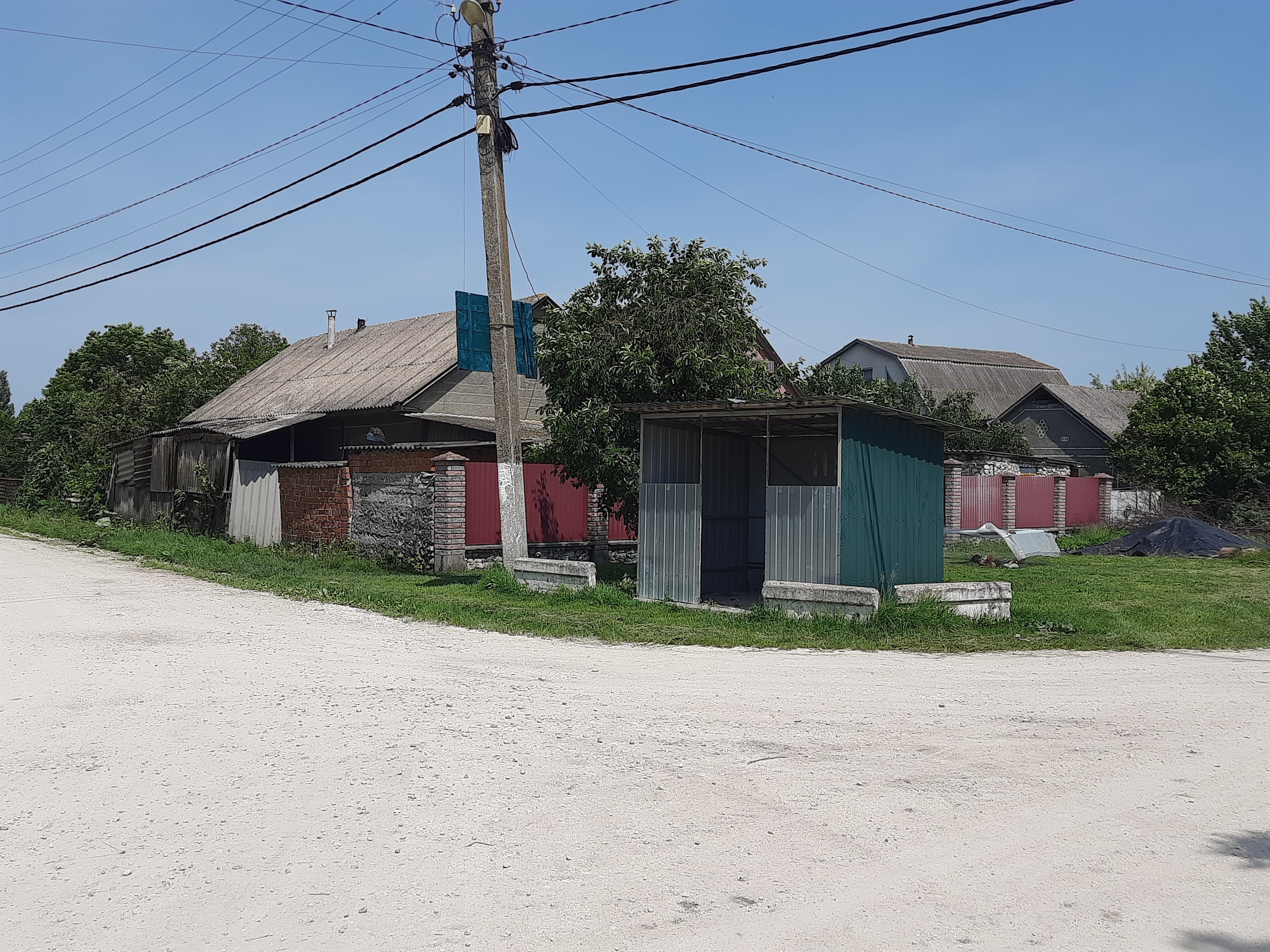
Автобусна зупинка
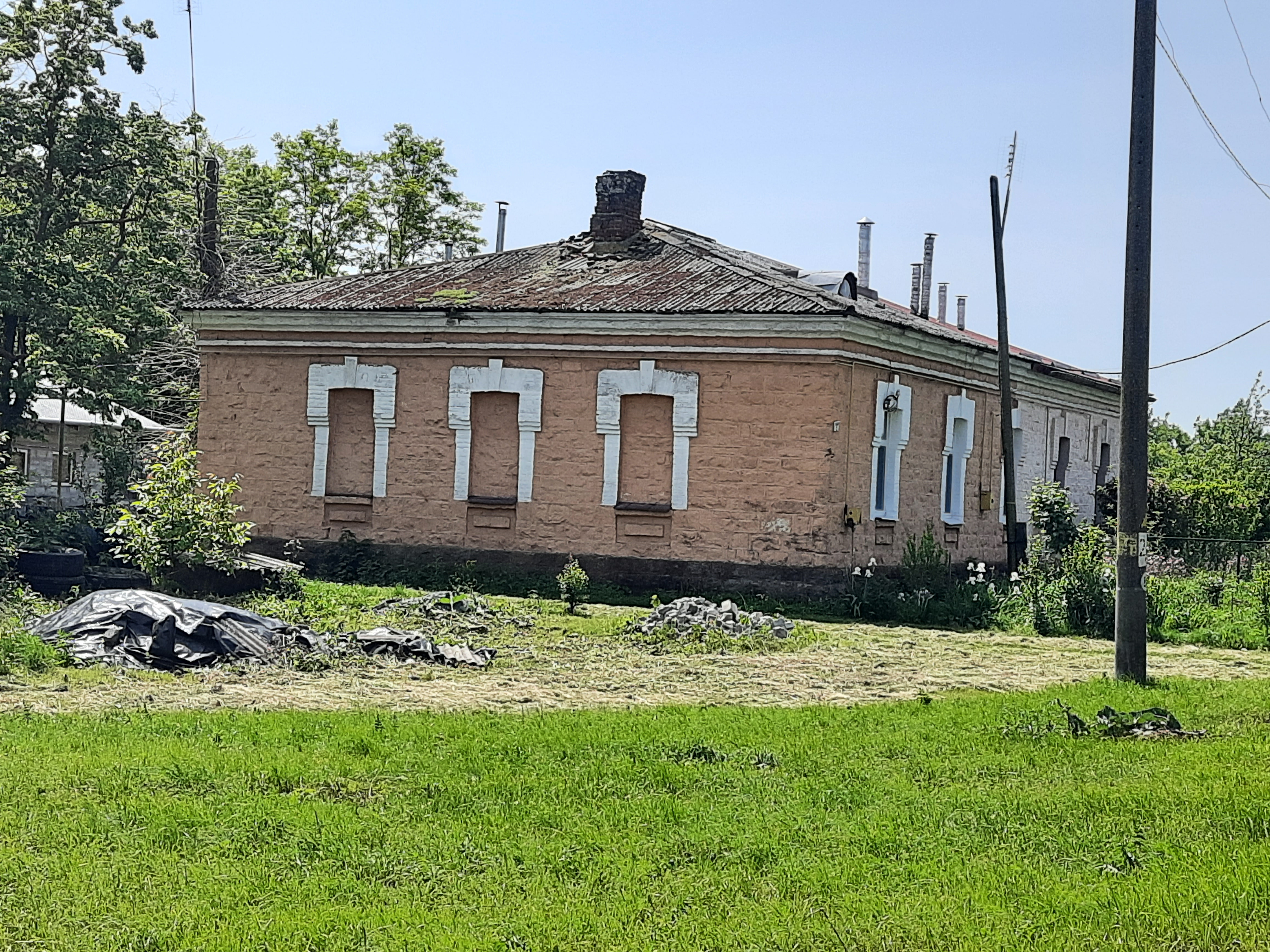
Будівля для залізничників